# Pjotr Andrejewitsch Schuwalow

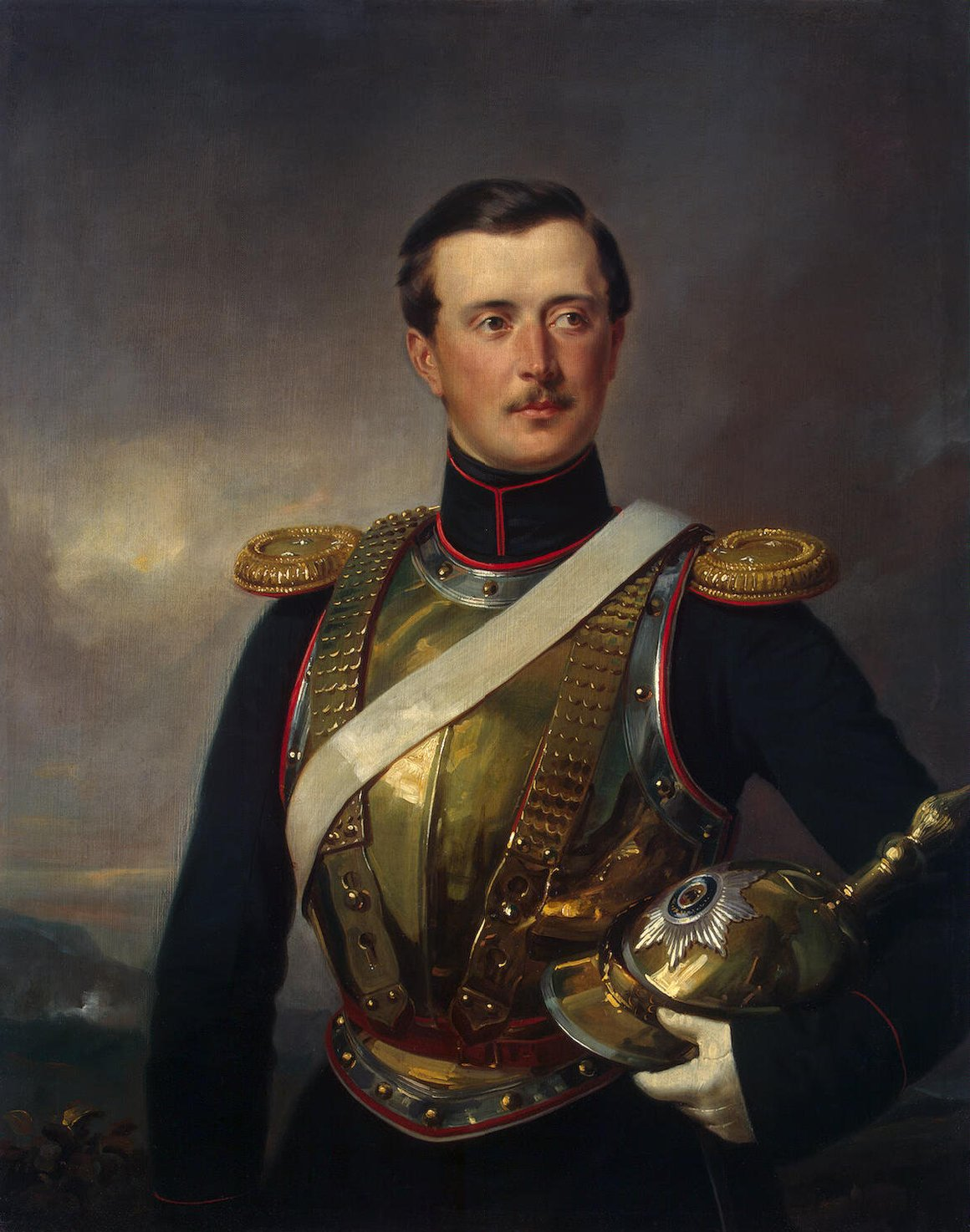
Pjotr Andrejewitsch Schuwalow (Porträt von Franz Krüger, Eremitage (Sankt Petersburg))

Pjotr Andrejewitsch Schuwalow (russisch Пётр Андреевич Шувалов, wiss. Transliteration Pëtr Andreevič Šuvalov; * 15.jul. / 27. Juni 1827greg. in Sankt Petersburg; † 10.jul. / 22. März 1889greg. in Sankt Petersburg) war ein russischer Staatsmann und Diplomat, der vor allem durch seine Teilnahme am Berliner Kongress bekannt ist.

## Frühe Jahre
Pjotr Schuwalow entstammte der einflussreichen Adelsfamilie der Schuwalows, die seit Mitte des 18. Jahrhunderts zur Elite des Zarenreichs gehörte. Er war der Sohn des Diplomaten und Mitglieds des russischen Staatsrats Andrei Petrowitsch Schuwalow (1802–1873) und Thekla Ignatjewna Walentinowitsch (1801–1873) und wurde während ihres Urlaubs in Leipzig geboren. Pjotr Schuwalow hatte drei Geschwister: Pawel Andrejewitsch (1830–1908, General der Infanterie und russischer Botschafter im Deutschen Reich), Sofija (1829–1912, heiratete das Mitglied des Staatsrates Alexander Alexejewitsch Bobrinski) und Olga (1833–1859).
Nach einem kurzen Studium ging er zum Militär und wurde Gardeoffizier. 1864 stieg er zum Generalgouverneur der Ostseegouvernements Estland, Livland und Kurland auf. 1865 hat er das Oeselsche und 1875 das Livländische Indigenat erhalten.

## Botschafter
1873 wurde er nach London geschickt mit dem Auftrag, die Heirat Marija Alexandrowna Romanowa, der zweiten Tochter Zar Alexanders II. mit Prinz Alfred zu arrangieren, dem zweiten Sohn von Königin Victoria. Diese Mission war diplomatisch heikel, da beide Nationen durch das russische Vordringen nach Zentralasien und die britischen Ansprüche auf Afghanistan in Konflikt miteinander zu geraten drohten. Allerdings konnte der russische Kanzler Gortschakow die Situation entspannen. Am 31. Januar 1873 nahm er ein Angebot des britischen Außenministers Lord Granville über Einrichtung einer Demarkationslinie entlang des Flusses Oxus an. Laut dieser britisch-russischen Vereinbarung endete die russische Einflusssphäre am rechten Ufer dieses Flusses. Somit wurde Afghanistan zur britischen Hemisphäre erklärt. Im Gegenzug versprach Großbritannien, im Falle eines militärischen Konfliktes zwischen Russland und dem Osmanischen Reich neutral zu bleiben. Die Pufferzone zwischen dem Russischen Kaiserreich und Britisch-Indien wurde in Südtranskaspien, auf dem Gebiet des heutigen Turkmenistan festgelegt. Diese Vereinbarung erleichterte Schuwalows Mission, die Tochter des Zaren mit dem Sohn der britischen Königin zu verheiraten, maßgeblich.
Schuwalow meisterte diese Mission zur vollen Zufriedenheit des Zaren und wurde dafür im November 1874 zum russischen Botschafter in Großbritannien ernannt. Mit Ausbruch der Balkankrise 1875 kam diesem Posten besondere Verantwortung zu, als sich die Beziehungen zwischen beiden Staaten im Gefolge des russisch-osmanischen Krieges und des Friedens von San Stefano dramatisch verschlechterten. Seit 1874 hatte Großbritannien einen neuen Premierminister, Benjamin Disraeli, der anders als sein Vorgänger Gladstone eine deutlich expansivere Politik getrieben hatte. Russland und Großbritannien schienen am Rand eines Kriegs zu stehen, doch Botschafter Schuwalow verhandelte mit dem neuen britischen Außenminister Robert Cecil Anfang Mai 1878 in London einen Kompromiss aus, der die Kriegsgefahr beseitigte. Diese geheime Vorabsprache mit Cecil machte die in San Stefano erreichte russische Hegemonie über den Balkan weitgehend rückgängig, gewährte dem Zarenreich als Kompensation aber territorialen Zugewinn in Bessarabien und in Transkaukasien.

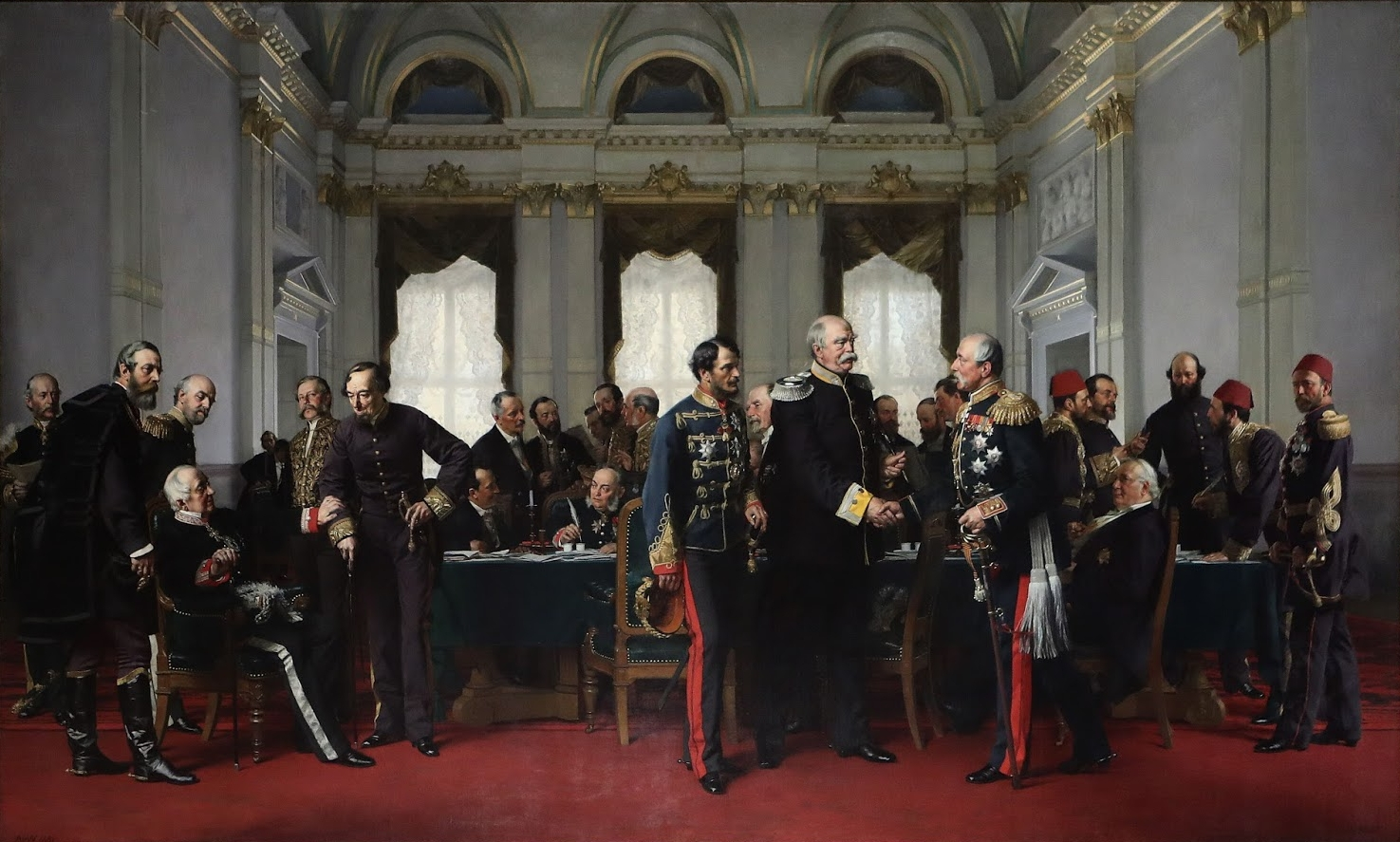
Schlusssitzung des Berliner Kongresses (Gemälde von Anton von Werner, 1881). Der Handschlag mit dem deutschen Reichskanzler Otto von Bismarck auf der Schlusssitzung des Berliner Kongresses machte Pjotr Schuwalow berühmt.

Trotzdem gab es Unstimmigkeiten. Insbesondere vertrat Schuwalow die Ansicht, dass Großbritannien sein Versprechen vom Januar 1873, sich aus dem Konflikt zwischen Russland und dem Osmanischen Reich herauszuhalten, gebrochen habe. Von daher betrachtete er nun Afghanistan als neue Pufferzone zwischen dem Russischen Kaiserreich und Britisch-Indien.
Mit dem deutschen Reichskanzler Otto von Bismarck hatte Schuwalow ein enges freundschaftliches Verhältnis aufgebaut. Bismarck hatte sogar dem Grafen Schuwalow in einem vertraulichen Gespräch zugestimmt, als der Graf vermutete, dass der deutsche Reichskanzler wegen möglicher Koalitionen gegen das Deutsche Reich von Alpträumen verfolgt wird. Schuwalow hielt Bismarck als neutralen Vermittler für die Beseitigung der Unstimmigkeiten für besonders geeignet, weil er sich bis zu dem Zeitpunkt aus dem Konflikt auf dem Balkan und aus dem Great Game vollständig herausgehalten hatte. Bismarck folgte Schuwalows zweiter Einladung vom 20. Mai 1878, um den Vertrag von San Stefano in der Krise zu vermitteln und machte den Weg für den Berliner Kongress frei.

## Berliner Kongress

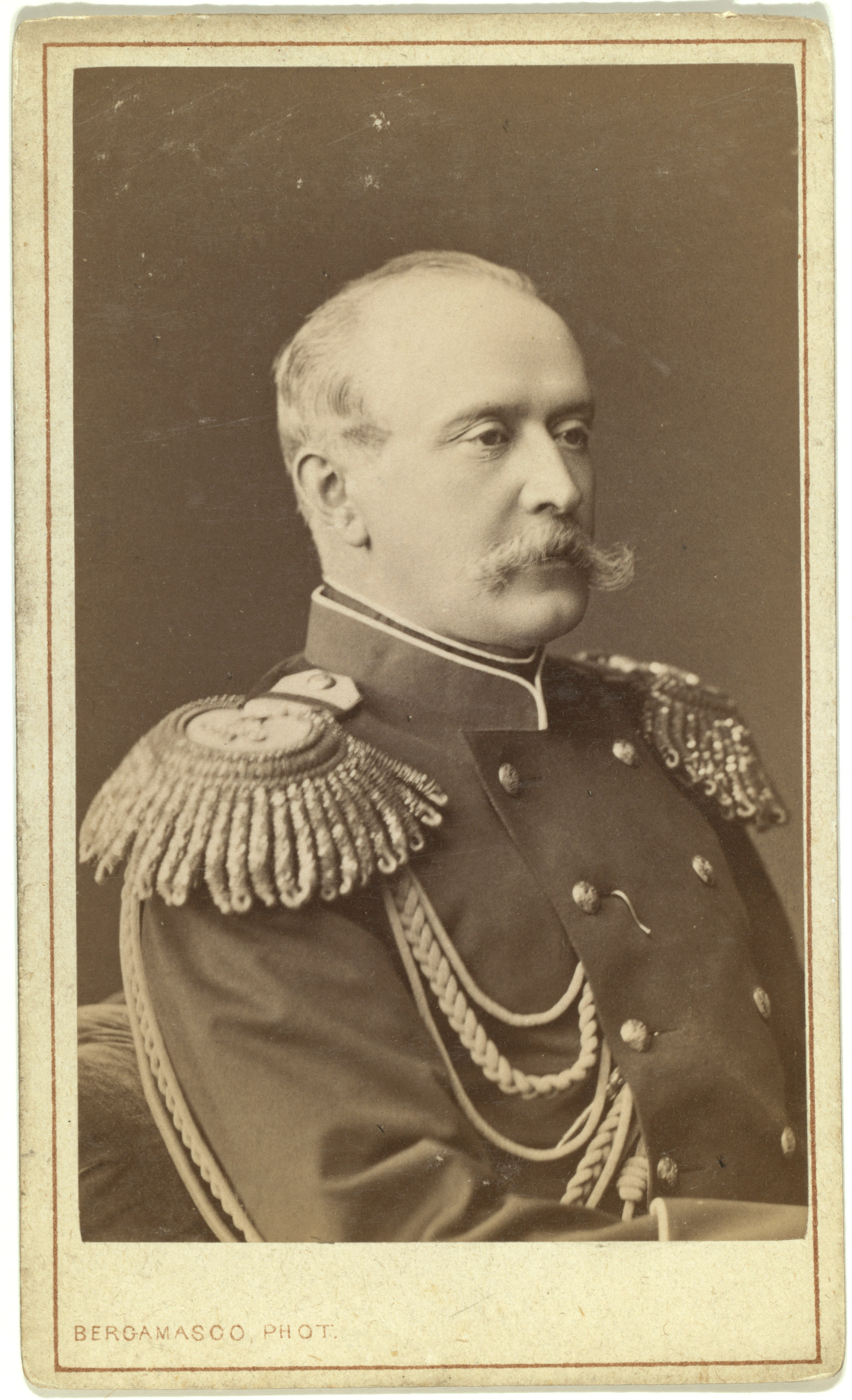
Graf Pjotr Schuwalow, Porträtphotographie, etwa aus der Zeit 1880–1886

Hier vertrat Graf Schuwalow gemeinsam mit dem greisen Außenminister Fürst Alexander Michailowitsch Gortschakow die Interessen seines Landes. Als der Graf erfahren hatte, dass Benjamin Disraeli britische Truppen in Afghanistan einmarschieren lassen will, distanzierte er sich von den Absprachen mit Cecil und warb stattdessen für eine Fortsetzung des Dreikaiserabkommens mit dem Deutschen Reich und Österreich-Ungarn aus dem Jahre 1873. Er wollte die im Emirat Buchara stationierten russischen Truppen nach Afghanistan schicken, um Disraeli zuvor zu kommen. Im Falle eines Konfliktes mit Großbritannien dort versprachen ihm Bismarck die deutsche und Andrassy die österreichisch-ungarische Neutralität.
Fürst Gortschakow konnte Großbritannien zu mehr Zugeständnissen in Transkaukasien bewegen, als es Schuwalow in Gesprächen mit Cecil erreichte. So konnte der Fürst in den Verhandlungen mit Disraeli die Zugehörigkeit Adschariens zum Russischen Kaiserreich erreichen. Zum Zeitpunkt des Berliner Kongresses Anfang Juli 1878 befanden sich in Adscharien osmanische Truppen. Sie mussten sich im September zurückziehen. Im Gegenzug versprach Gortschakow Disraeli, dass er sich dem Einmarsch der britischen Truppen nach Afghanistan nicht in den Weg stellt. Ein Streitpunkt zwischen Gortschakow und Disraeli blieb die Stadt Batumi. Bismarck stimmte einem Kompromiss für die Zugehörigkeit Batumis zum Russischen Kaiserreich unter der Prämisse zu, dass es zum Freihafen erklärt wurde.
Am Ende konnte Schuwalow nichts erreichen, da Gortschakow seine auf dem Berliner Kongress erreichten Vereinbarungen als schädigend für Russland und somit als unwirksam hingestellt hatte.

## Nach der Entlassung
Die öffentliche Meinung in Russland empfand das Ergebnis des Berliner Kongresses als diplomatische Niederlage und reagierte empört. Schuwalow wurde vorgeworfen, gegenüber Reichskanzler Otto von Bismarck zu nachgiebig gewesen zu sein, im Zuge der Verschlechterung der deutsch-russischen Beziehungen wurde seine Abberufung gefordert. Nach einer Schamfrist von wenigen Monaten gab der Zar nach und versetzte Schuwalow in den Ruhestand.
Sein Bruder Paul war weiterhin als Diplomat aktiv und handelte mit dem Fürsten von Bismarck den Rückversicherungsvertrag zwischen Deutschland und Russland im Mai 1887 in Berlin aus, der im Juni 1887 unterzeichnet wurde.